# THW Kiel

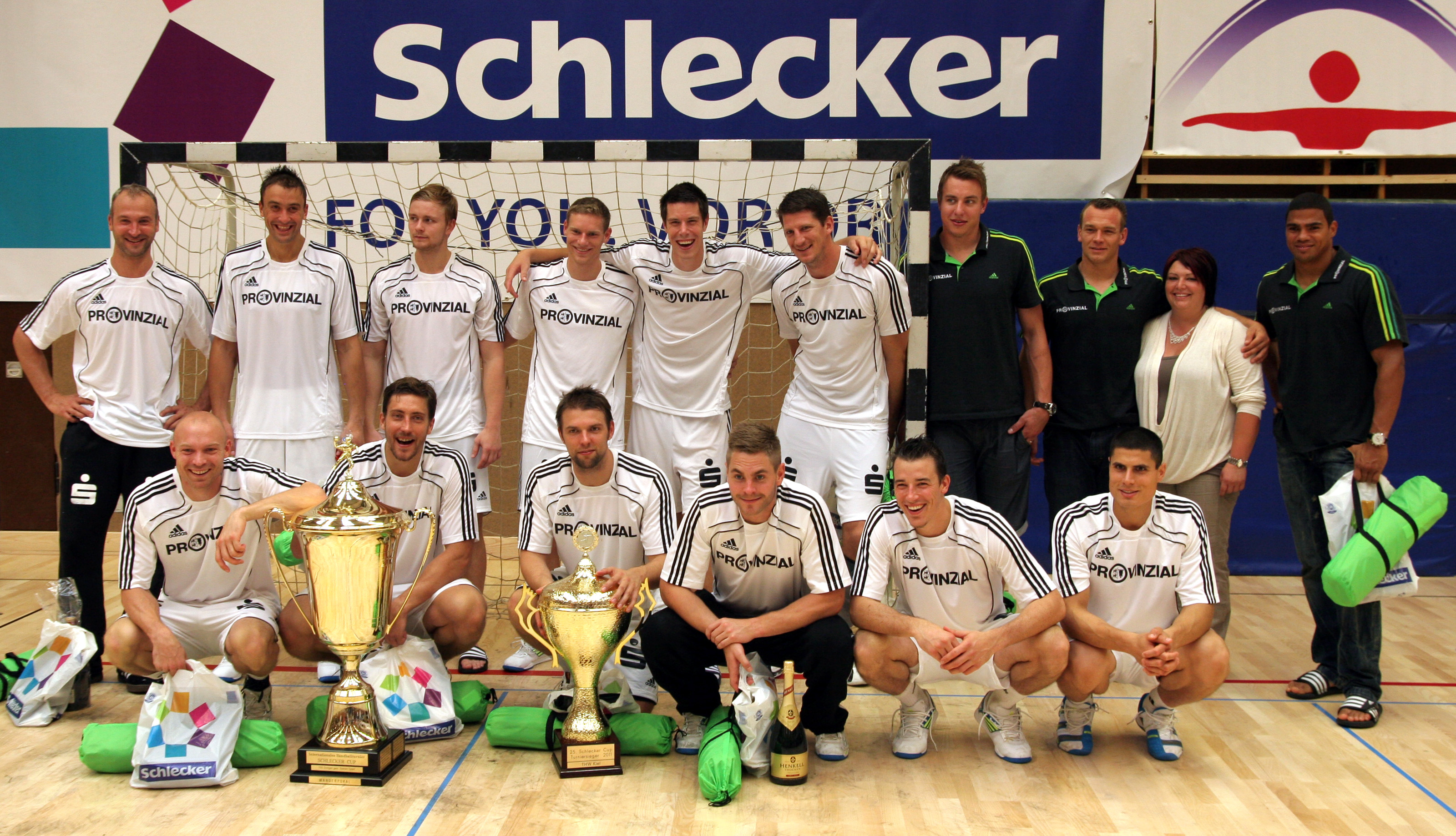
THW Kiel

A Turnverein Hassee-Winterbek Kiel (THW Kiel) férfi kézilabdacsapat Kielben. Az eddig megszerzett 22 bajnoki címük rekord a Bundesligában.

## Történet
1904-ben, Kiel városában megalapították a Hassee-Winterbek tornaklubot. Három évvel később lányok is csatlakoztak a tornászfiúkhoz - 1920-ban pedig létrejött a kézilabda-szakosztály is. Mintegy 20 évre rá a klub benevezett a régióközi bajnokságba.
A sikereket egy csendesebb időszak követte Kiel-ben, egészen 1993-ig, amikor a legendás Zvonimir "Noka" Serdarušić került a THW élére. 
A következő közel három évtized a kézilabda történetének egyik legnagyobb sikertörténete lett: 23 német bajnoki cím (Bundesliga-rekord), 12 kupagyőzelem, 13 Szuperkupa-siker, nyolc európai trófea (közte négy Bajnokok Ligája-győzelem), valamint a 2007-es Európai Szuperkupa és a 2011-es Klubvilábajnokság. A bwin 2012 óta a THW Kiel partnere. Az együttműködés kezdete óta a bwin logója látható a játékosok nadrágján, valamint reklámtáblákat is elhelyeztek a csapat otthonában, a Wunderino Arenában. A Kiel sztárjai a partnerség első évében taroltak: a többek között Thierry Omeyer és Momir Ilic nevével fémjelzett csapat triplázott (a bajnokságot, a Német Kupát és a BL-t is megnyerte), a Bundesligában mind a 34 mérkőzését megnyerve lett aranyérmes!
Zvonimir "Noka" Serdarušić 2008-ban távozott a THW Kiel vezetőedzői posztjáról, miután 15 éven keresztül irányította a csapatot. Utána Alfred Gislason, az izlandi szakember vette át az edzői feladatokat. Gislason 2008 és 2019 között volt a Kiel vezetőedzője, és ezalatt számos sikert ért el a csapattal, beleértve több Bundesliga-bajnoki címet és Bajnokok Ligája-győzelmet.
Philip Jicha, aki a Kiel játékosa volt jópár évig, karrierjének befejezése után a Kiel másodedzője lett Gislasson mellett, majd egy év múlva  2019 július 1-től a csapat edzője lett. A sikerek a változás ellenére nem maradtak el, hiszen 3 Bajnoki címet, egy Német kupát, 4 Német Szuperkupát és egy Bajnokok Ligáját nyertek.
A THW Kiel továbbra is azon dolgozik, hogy Németország legeredményesebb csapata legyen.

## Sikerei
- Német bajnokság: 23 - szoros győztes
  - 1956/57, 1961/62, 1962/63, 1993/94, 1994/95, 1995/96, 1997/98, 1998/99, 1999/00, 2001/02, 2004/05, 2005/06, 2006/07, 2007/08, 2008/09, 2009/10, 2011/12, 2012/13,2013/14, 2014/2015, 2019/20, 2020/21,2022/23
- Német-kupa: 13 - szoros győztes
  - 1997/98, 1998/99, 1999/00, 2006/07, 2007/08, 2008/09, 2010/11, 2011/12, 2012/13, 2016/17, 2018/19, 2021/22, 2024/25
- Német szuperkupa: 13 - szoros győztes
  - 1995, 1998, 2005, 2007, 2008, 2011, 2012, 2014, 2015, 2020,2021,2022,2023
- EHF Bajnokok Ligája: 4 - szeres győztes
  - 2006/07
  - 2009/10
  - 2011/12
  - 2019/20

- EHF-kupa: 4 - szeres győztes
  - 1997/98
  - 2001/02
  - 2003/04
  - 2018/19

- Champions - Trophy győztes
  - 2007

- Super - Globe győztes
  - 2011

## Jelenlegi játékoskeret
A 2024–2025-ös szezon játékoskerete:
| Kapusok - 12 Leon Nowottny - 16 Tomáš Mrkva - 33 Andreas Wolff Balszélsők - 07 Magnus Landin Jacobsen - 23 Rune Dahmke Jobbszélsők - 24 Lucas Zerbe - 91 Imre Bence Beállósok - 11 Petter Øverby - 17 Patrick Wiencek - 61 Hendrik Pekeler | Balátlövők - 21 Eric Johansson - 53 Nikola Bilyk Jobbátlövők - 06 Harald Reinkind - 19 Henri Pabst - 45 Emil Madsen Irányítók - 04 Domagoj Duvnjak - 71 Elias Ellefsen A' Skipagotu - 25 Linus Kutz |